# 로리아나 메이
로리아나 메이(Lauriana Mae, 1983년 1월 18일 ~ )는 미국의 싱어송라이터이다. 2016년 11월 데뷔 EP Love Mae를 발매했다.

## 음반 목록

### EP
- Love Mae (2016)